# Aemulatio
Aemulatio (lateinisch Nacheiferung) bezeichnet die wetteifernde Nachahmung und das Überbieten eines Vorbildes in der Literatur und Kunst. 
Die Aemulatio steht nach antiker Auffassung nicht im Gegensatz zur Originalität (vgl. Horaz, De arte poetica 119 ff.). Vielmehr impliziert jeder Bezug auf eine literarische Vorlage eine wetteifernde Auseinandersetzung mit ihr. In diesem Sinn will Quintilian „nicht, daß die Paraphrase nur eine Übersetzung liefert, sondern es soll um die gleichen Gedanken ein Wettkampf und Wetteifern (aemulatio) stattfinden.“ (Quintilian, Institutionis oratoriae liber X, 5, 5)
In der Romantradition des 18. und 19. Jahrhunderts spielt der Begriff eine entscheidende Rolle. Autoren haben stets versucht, sich an vorhergehenden Texten zu orientieren und sich mit diesen zu messen. Man vergleiche etwa die Entwicklung des Bildungsromans: Goethe versuchte, den Typ des Bildungsromans mit seiner eigenen Variante zu erweitern, und sein Wilhelm Meister tritt somit nicht nur in Konkurrenz mit Wielands Geschichte des Agathon, sondern versucht auch, diesen zu überbieten. – Bis zur Moderne ist das Überbieten des Vorherdagewesenen entscheidend. Erst ab der Postmoderne versuchen Romane dieses nicht mehr.  